# Ткачик акацієвий
Тка́чик акацієвий (Ploceus vitellinus) — вид горобцеподібних птахів ткачикових (Ploceidae). Мешкає в регіоні Сахелю та в Східній Африці.

## Опис

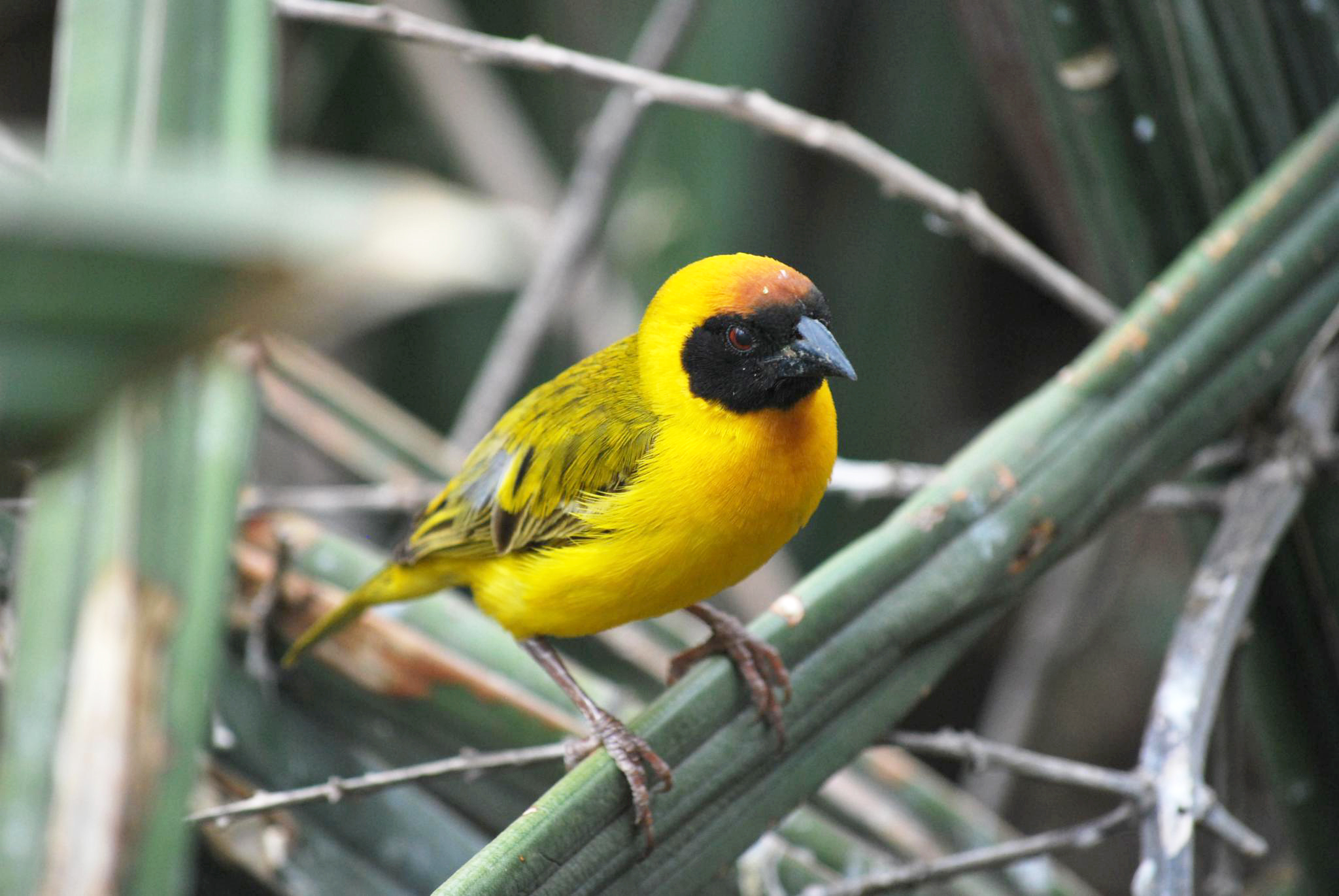
Акацієвий ткачик

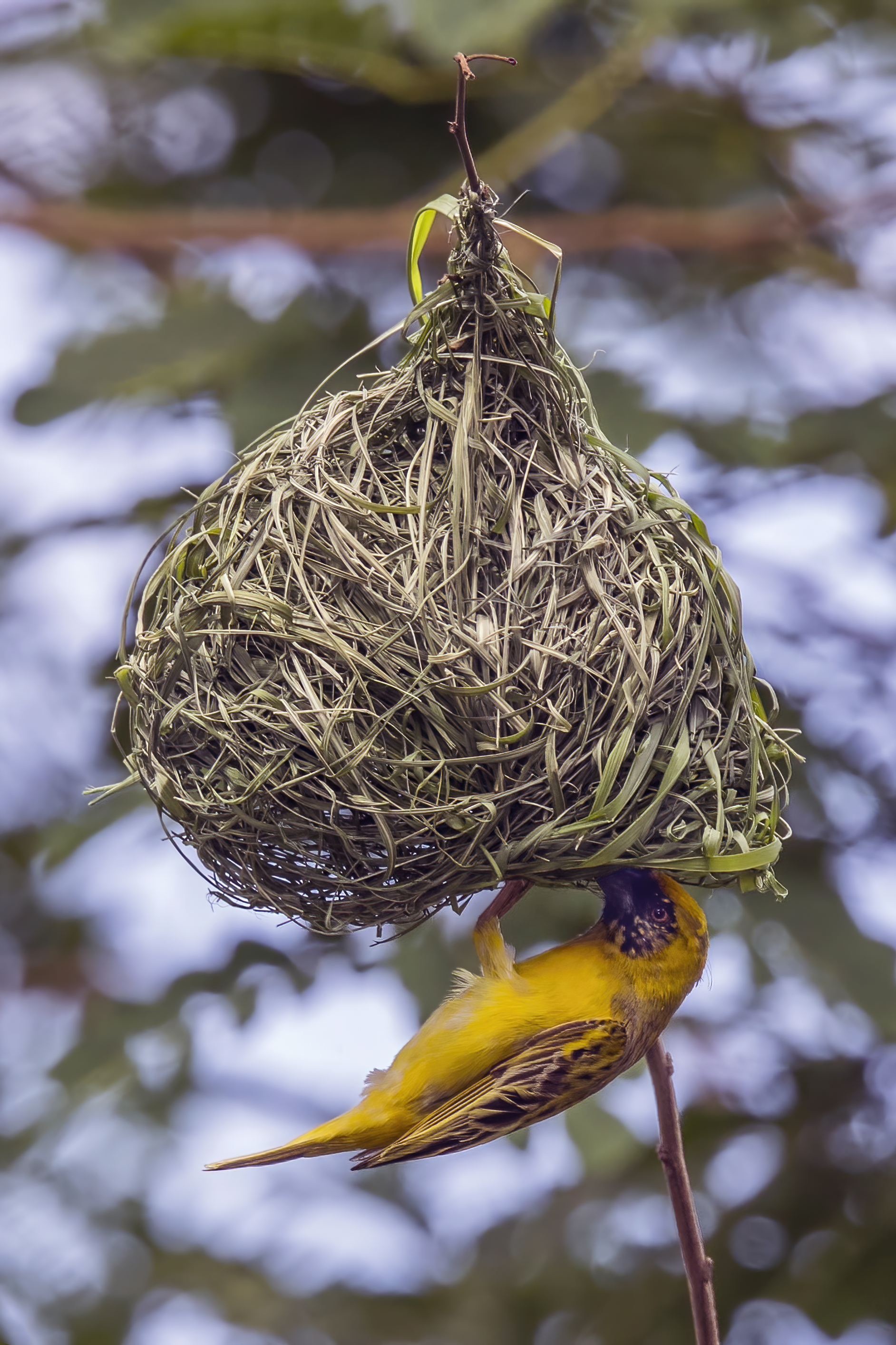
Акацієвий ткачик при побудові гнізда

Довжина птаха становить 14 см. У самців на обличчі чорна "маска", лоб і горло руді, крила і хвіст сірі або чорнуваті. Дзьоб чорний. Самиці мають менш яскраве забарвлення, верхня частина тіла у них поцяткована оливково-зелено-жовтими і чорними смугами.

## Підвиди
Виділяють два підвиди:
- P. v. vitellinus (Lichtenstein, MHK, 1823) — від Мавританії і Сенегалу до південно-західного Судану;
- P. v. uluensis (Neumann, 1900) — від південно-східного Судану, Ефіопії і Сомалі до центральної Танзанії.

## Поширення і екологія
Акацієві ткачики мешкають в Мавританії, Сенегалі, Гамбії, Гвінеї, Малі, Буркіна-Фасо, Гані, Того, Беніні, Нігерії, Нігері, Камеруні, Чаді, Центральноафриканській Республіці, Судані, Південному Судані, Демократичній Республіці Конго, Ефіопії, Сомалі, Уганді, Кенії і Танзанії. Вони живуть в саванах, сухих чагарникових заростях та на луках, зустрічаються зграями, на висоті до 1800 м над рівнем моря. Живляться комахами, насінням і нектаром Leonotis nepetifolia . Акацієві ткачики є полігамними, на одного самця припадає кілька самиць. Гніздяться невеликими колоніями.